# Баркан, Доминик Доминикович
Доминик Доминикович Барка́н (1904 — 1987) — специалист в области строительной механики и физики, основоположник отечественной школы динамики фундаментов и оснований и виброметода производства работ, доктор технических наук (1948). Известен как разработчик вибромолота и сейсмостойких фундаментов, автор ряда строительных нормативов СССР. 

## Основные даты жизни и трудовой деятельности
Окончил ЛПИ имени М. И. Калинина в 1930 году.
В 1930—1933 годах — ст. н. с., руководитель лаборатории Ленинградского института сооружений, одновременно ассистент кафедры теоретической механики и теории упругости Котлотурбинного института.
В 1933—1955 годах — руководитель лаборатории динамики грунтов Института оснований и подземных сооружений. С 1948 года — доктор технических наук, с 1949 года — профессор.
В 1951 году заведующий лабораторией вибробурения ВНИИБурнефти.
В 1955—1987 годах — заведующий кафедрой, профессор кафедры сопротивления материалов МНИ имени И. М. Губкина.
С 1955 года — член научно-технических Советов Министерства строительства и Министерства строительного и дорожного машиностроения.

## Научно-производственные и общественные достижения

### Свайные фундаменты
Для забивания бетонных свай применялась специальная ударная машина – копёр, представляющая собой гидравлический или дизельный молот. Использование данной технологии имело ряд недостатков. Д. Д. Баркан ещё в конце 1930-х годов разработал и применил технологию использования вибрации для преодоления силы трения и сопротивления грунта, применив модель основания в виде безинерционной упругой пружины,  коэффициент жесткости основания которой пропорционален площади подошвы фундаментов с площадью более 10 кв.м. и определяется также нормативным давлением на грунт. 
В 1948 году он издал монографию “Динамика оснований и фундаментов", в которой обосновал вибрационный метод устройства одиночных свай, свайных полей и шпунтовых ограждений. А через одиннадсцать лет, окончательно сформулировал теорию в книге «Виброметод в строительстве». Машина для устройства с помощью вибрации свайных фундаментов получила название вибромолот (машины со встроенными электродвигателями  или — вибропогружатель (с электродвигателями, устанавливаемыми отдельно).
Под руководством Д.Д. Баркана были разработаны первые «Технические условия проектирования фундаментов под машины с динамическими нагрузками» (ТУ-60-49), а затем строительные нормы СН-18-58 и СНиП 11 Б.7-70. Также он стал соавтором СНиПов 11-19-79 и 2.02.05-87. Упомянутый выше метод базируется на решении Н.П. Павлюка и масштабных исследованиях самого Д.Д. Баркана, выполненных в 30-50-е гг., а также обобщении большого числа советских и зарубежных исследований. В нем принята 
В 1949 году Д. Д. Барканом и В. Н. Тупиковым был разработан клиновый наголовник для шпунта, который стал одним из первых решений быстродействующего узла соединения вибропогружателя и погружаемого элемента. Эта конструкция, в дальнейшем усовершенствованная О.А. Савиновым и А.Я. Лускиным, оказалась настолько удачной, что до сего времени широко используется при производстве шпунтовых работ по вибрационной технологии с помощью высокочастотных, относительно легких вибропогружателей.

### Сейсмостойкость
В конце  1960-х годов Доминик Доминикович перешел к изучению сейсмостойкого фундаментостроения. Это было откликом на Ташкентское землетрясение 1966 года, после которого  правительство обратило серьёзное внимание на сейсмостойкость зданий и сооружений, предусмотрев в том числе создание уникального сейсмополигона для исследований фундаментов в натуральную величину. Для этого  в Молдавии Минстрою было выделено около 4 га земли на окраине Кишинева. Научное руководство проектом взял на себя НИИ оснований и Д.Д. Баркан.
"Он взялся за решение [проблемы] сразу с нескольких сторон. Во-первых, добился в Минстрое СССР (министр Г.А. Караваев) решения о выделении полигону различного оборудования, транспорта, стройматериалов, жилья для сотрудников и т.д., -- вспоминает ученик Баркана, доктор технических наук В.Г. Таранов. --  Обязал Ю.Р. Перкова вплотную заниматься полигоном, ...почти сразу же отправил в Кишинев нескольких специалистов, только что закончивших аспирантуру (В.М. Шаевич, Ю.В. Монголов) а где-то через год – еще двух начинающих аспирантов. В-третьих, подготовил техническое задание экспериментальному конструкторскому бюро ЦНИИСКа на разработку проектной документации вибрационной машины инерционного действия (ВИД-5), которая по своим параметрам не имела аналога. Это – дистанционно управляемый четырехвальный вибратор, возмущающая сила которого ограничена 5-тью тоннами, с возможностью изменения направления колебаний и величины момента эксцентриков. Изготовление ВИД-5 осуществлялось в дальнейшем на Тираспольском заводе литейных машин. Своему давнему сотруднику, Виктору Николаевичу Тупикову, специалисту по конструированию нестандартного вибрационного оборудования для испытания грунтов и фундаментов, Д.Д. дал задание запроектировать мощный одновальный вибратор, с помощью которого можно будет проводить самые первые эксперименты на новорожденном полигоне".

### Книги и брошюры
Автор более 60 научных работ, 7 книг и брошюр, в том числе:
- Виброметод в строительстве. М.: Госстройиздат. 1959, 313 с.
- «Расчет и проектирование фундаментов под машины с динамическими нагрузками» (1939)
- «Динамика оснований и фундаментов» (1948)

## Награды и премии
- Сталинская премия второй степени (1951) — за разработку и внедрение вибрационного метода погружения в грунт шпунта, труб и свай
- заслуженный деятель науки и техники РСФСР
- орден «Знак Почёта» (1951)
- медали